# Hopea altocollina
Hopea altocollina (tạm gọi sao đồi cao) là loài thực vật họ Dầu. Đây là loài đặc hữu ở Malaysia.